# Olavi
Olavi ist ein männlicher Vorname.

## Herkunft und Bedeutung
Olavi ist eine finnische Variante von Olaf.

## Namensträger
- Olavi Angervo (* 2003), finnischer Schauspieler
- Olli Huttunen (Biathlet) (1915–1940), finnischer Biathlet
- Olli Huttunen (Fußballspieler) (* 1960), finnischer Fußballtorhüter und Fußballtrainer
- Olavi Mannonen (1930–2019), finnischer Moderner Fünfkämpfer
- Olavi Remes (1909–1942), finnischer Skilangläufer
- Olavi Salonen (1933–2025), finnischer Mittelstreckenläufer
- Olavi Svanberg (1941–2002), finnischer Ski-Orientierungsläufer
- Olavi Uusivirta (* 1983), finnischer Musiker und Schauspieler
- Olavi Virta (1915–1972), finnischer Tango- und Schlagersänger
- Olavi Vuorisalo (1933–2024), finnischer Mittelstreckenläufer

## Trivia
Am 11. Juli 1957 liefen in Turku Olavi Salonen, Olavi Salsola einen neuen Weltrekord über 1500 Meter. Auch Olavi Vuorisalo, der Dritte des Rennens und ebenfalls 1933 geboren, hätte den bisherigen Weltrekord verbessert. In der finnischen Presse sprach man daraufhin von den „drei Olavis“ (siehe auch 1500-Meter-Weltrekordlauf von Turku 1957).